# Bulis bivittata
Bulis bivittata (Kaapse geelhout-juweelkewer) — вид златок из подсемейства Polycestinae (триба Bulini).

## Описание
Афротропика: Южная Африка. Обнаружен на растениях рода Podocarpus. Глаза средних размеров не достигают края переднеспинки.

## Систематика
Единственный вид рода Bulis Laporte & Gory, 1837, который в 1995 году был выделен в самостоятельную подтрибу Bulisina в составе трибы Tyndarini Cobos (позднее в ранге трибы Bulini Bellamy, 1995).
- род Bulis Laporte & Gory, 1837
  - вид Bulis bivittata Fabricius, 1801 (=Buprestis bivittata Fabricius, 1801)